# Седой, Игорь Николаевич
Игорь Николаевич Седой — белорусский самбист и дзюдоист, серебряный (2003) и бронзовый (2005) призёр чемпионатов Беларуси по дзюдо, серебряный (2008) и бронзовый (2007, 2011) призёр чемпионатов Европы по самбо, бронзовый призёр чемпионатов мира по самбо 2007 и 2009 годов, серебряный (2008) и бронзовый (2010) призёр розыгрышей Кубка мира по самбо, победитель и призёр этапов Кубка мира по самбо, мастер спорта Республики Беларусь международного класса. Выступал в полулёгкой весовой категории (до 62 кг).

## Чемпионаты Беларуси
- Чемпионат Беларуси по дзюдо 2003 — ;
- Чемпионат Беларуси по дзюдо 2005 — ;